# Jardin des Cévennes
Le jardin des Cévennes est un espace vert du 15e arrondissement de Paris, dans le quartier de Javel.

## Situation et accès
Le jardin est accessible par le 3, rue Cauchy.
Il est desservi par la ligne 10 à la station Javel - André Citroën.

## Origine du nom
Il est ainsi nommé à cause de sa proximité avec la rue des Cévennes.

## Historique
Le jardin est créé en 1977.